# Ponte Re Fahd
Il ponte Re Fahd (in arabo جسر الملك فهد‎?, Jisr al-Malik Fahd) è una tratta di 25 km di ponti e dighe che collega l'Arabia Saudita al Bahrein.